# William Rainey Harper

William Rainey Harper

 William Rainey Harper (* 26. Juli 1856 in Concord, Ohio; † 10. Januar 1906 in Chicago, Illinois) war ein US-amerikanischer Professor für semitische Sprachen und Religion. Er war von 1891 bis 1906 erster Präsident der University of Chicago.

## Jugend und Ausbildung
William Rainey Harper wurde am 26. Juli 1856 als ältester von vier Brüdern und einer Schwester in New Concord, Ohio, mit damals ca. 700 Einwohnern, geboren. Seine Eltern, Samuel und Elizabeth Rainey Harper, waren irisch-schottischer Herkunft und gehörten der Covenanter (Presbyter) Kirchengemeinde an, die Wert auf Erziehung und Ausbildung legten. William, genannt „Willie“ war ein sehr begabtes Kind, so dass er bereits mit zehn Jahren in das Muskingum College in New Concord aufgenommen wurde. Neben Latein und Griechisch lernte er auch Hebräisch in einer kleinen Gruppe. Für Hebräisch nahm er dann drei Jahre lang Privatunterricht bei einem Lehrer im ca. 30 km entfernten Zaneville und arbeitete dafür im Kaufmannsladen seines Vaters. Mit 14 Jahren bekam er seinen Bachelor of Art (B.A.). Er hatte auch eine musische Seite: Spielte Klavier mit der Tochter des Präsidenten (seiner späteren Ehefrau) und leitete die New Concord Silver Cornet Band. 1871 ging es ihm gesundheitlich so schlecht, dass die Familie befürchtete, dass er sterben müsse. Von 1972 bis 1973 durfte er Hebräisch am Muskingum College unterrichten und nun wusste er, dass er Lehrer werden wollte.
Am 10. September 1873 schickten ihn seine Eltern für weiterführende Studien nach Yale, der ersten Universität in Amerika, die seit 1861 einen Doktortitel verlieh. Dank der finanziellen Unterstützung seines Vaters lebte er in einer kleinen Pension und konnte er sich ganz auf das Studium konzentrieren. Obwohl ihm der Hintergrund seiner älteren Klassenkameraden fehlte, nahm er es mit ihnen auf und promovierte mit 18 Jahren, einen Monat vor seinem 19. Geburtstag, als Dr. phil. Der Titel seine Doktorarbeit lautete A Comparative Study of the Prepositions in Latin, Greek, Sanskrit, and Gothic. Sein Vater hatte in seinem Tagebuch aufgeführt, dass ihn die beiden Jahre in Yale 1.141,73 $ gekostet haben.
Am 18. November 1875 heiratete er Ella Paul, Tochter des Rev. David Paul, Präsident des Muskingum College in New Concord. Sie hatten drei Söhne und eine Tochter.

## Akademische Karriere

Morgan Hall. Das Baptist Union Theological Seminary 1886

1879–1886 war Harper Professor für Hebräisch am Baptist Union Theological Seminary (BUTS)

Durch Fürsprache eines Studienkollegen aus Yale erhielt Harper 1875 eine Stelle für Griechisch und Latein am Masonic College in Macon, Tennessee, wohin ihm seine Frau folgte. Das College war klein und hatte nur 75 Schüler, so dass er nur ein Jahr dort blieb.
Am 1. September 1876 trat er eine neue Stelle als Tutor für die klassischen Sprachen an der Denison University in Granville, Ohio, an, deren Präsident Dr. E. Benjamin Andrews ihm jede Unterstützung gewährte. Obwohl er ihn ungern verlieren wollte, machte er Präsident G. W. Northrup vom BUTS auf Harper und dessen ausgezeichnete Hebräisch-Kenntnisse aufmerksam, wofür Harper ihm lebenslang dankbar war.
Zum 1. Januar 1879 bekam er die Stelle als Lehrer für Hebräisch am Baptist Union Theological Seminary (BUTS) in Chicago mit einem Jahresgehalt von 1.000 $, das 1883 auf 1.800 $, dem Gehalt eines Professors, angehoben wurde.
Das Baptist Union Theological Seminary hatte 1877 in Morgan Park, ca. 20 km südlich der Universität, einen Neubau errichtet und seine Studenten und die Bücherei mitgenommen. Mit 22 Jahren war Harper jünger als viele Studenten im Seminar. In seinem ersten Jahr unterrichtete er nicht nur, sondern studierte neben seinen Stunden für einen Bachelor of Divinity (B.D.) 1880 erhielt er hier seine erste Professorenstelle, hier war John D. Rockefeller Vizepräsident im Vorstand.
Seine Begeisterung für Hebräisch konnte Harper auf seine Studenten übertragen und er überzeugte sie, auch Sanskrit und die chaldäische Sprache zu studieren und auch die Sommerferien für weiteres Studium zu nutzen. Nach dem Vorbild von John H. Vincent, der in an den Ufern vom Chautauqua Lake seit 1872 ein Zeltlager in den Sommerferien errichtete, um Lehrer für den Kindergottesdienst dort zu unterrichten, bot Harper in Morgan Park ebenfalls eine „summer school“ an. Im ersten Jahr kamen 23 Studenten und im zweiten bereits 65 und im dritten 85. 1883 richtete Harper ein zweites Sommercamp in Chautauqua, New York, ein und 1889 hatte er 5 Schulen in verschiedenen Städten, deren Kurse Arabisch, Assyrisch, N. T. Griechisch, die alten Versionen, sowie das Alte und Neue Testament in Englisch. Sie waren fast zu Seminaren geworden. Zwischen 1881 und 1890 wurden 30 summer schools abgehalten im ganzen Land. Lehrer und Studenten baten gleichermaßen um sein Erscheinen, so in Worcester, Mass., Philadelphia, New Haven, Newton Center, Cambridge, Mass., die Unis von Virginia und Evanston. Gleichzeitig richtete er ein „Fernstudium“ ein für diejenigen Studenten, die nicht teilnehmen konnten. Er eröffnete eine Druckerei für seine Lektionen und Handbücher und gewann die Mitarbeit von 70 Professoren in Amerika und Kanada für das „American Institute of Hebrew“.
Yale
Als Harper immer bekannter wurde, rief er auch in Yale Aufmerksamkeit hervor. Samuel H. Lee in Yale bezog Harpers Schriften der „Correspondence School“ und hatte auch an der summer school in Worcester, Mass. teilgenommen, so dass er den Verantwortlichen vorschlug, Harper nach Yale zu berufen. Diese beauftragten Lee, die Summe von 60.000 $ einzuwerben, um einen Lehrstuhl für Harper einzurichten. Die Treuhänder des BUTS befürchteten, ihn nicht halten zu können und boten ihm die Präsidentschaft der in finanziellen Schwierigkeiten steckenden Universität an. Aber Harper akzeptierte 1886 den ihm angebotenen Lehrstuhl als Professor für semitische Sprachen und Lehrer in Religion. Er nahm auch seine „Schulen“ und die Druckwerkstatt mit nach New Haven.
Hier bot er acht Wochenstunden in Hebräisch, vier in Assyrisch und Arabisch, und jeweils eine in Aramäisch und Syrisch an. Von seinen ca. 50 Studenten graduierten bereits nach dem ersten Jahr sieben. 1888–1889 fuhr er jeden zweiten Sonntag zum Vassar College für Mädchen in Poughkeepsie N. Y. und hielt dort eine Vorlesung. Er brachte die Zeitschrift „Hebraica“ heraus und holte dafür bald seinen Bruder, Robert F. Harper, als Mitarbeiter.
1884 veröffentlichte Harper sein Buch Elements of Hebrew gefolgt von Hebrew Manual Method und Elements of Hebrew Syntax.
Für seine Zeitschrift “Hebrew Student” stand ihm jetzt George S. Goodspeed, einer seiner ehemaligen Studenten in Morgan Park und jetzt Pfarrer in Springfield Mass., zur Seite. Mit der Correspondence School half ihm Frank K. Sanders, einer seiner Studenten, dem er bald die Verantwortung hierfür übertrug und ihn 1888 nach Chautauqua als Lehrer mitnahm. 1890 benötigte er bereits einen Kassierer, Buchhalter und Manager, den er in George E. Robertson fand, für das „American Institute of Sacred Literature“, der „American Publication Society of Hebrew“, seiner Arbeit in Chautauqua, der Druckerei, dem Versand und der Postbearbeitung. Sanders und C. E. Crandall machte er zu seinen Assistenten in den Vorlesungen.
Ende 1887 hörte er von Augustus H. Strong, dem Präsidenten des Theologischen Seminars von Rochester, dass es einen Plan gibt, eine große Universität der Baptisten in New York mit der Großzügigkeit von John D. Rockefeller zu gründen. Im Herbst 1888 traf Harper diesen zufällig nach einem Gottesdienst am Vassar College und Rockefeller nahm sich die Zeit, mit ihm seine Pläne für eine Universität zu diskutieren. Harper ließ es sich nicht nehmen, hierfür den Standort Chicago zu empfehlen. Er schrieb sofort an das Kuratorium von Morgan Park, sich an die American Baptist Society zu wenden und er selbst suchte Kontakt mit Frederick T. Gates, dem Sekretär dieser Gesellschaft, die Rockefeller gegründet hatte. Gates war dafür, die Errichtung eines College in Chicago weiter zu verfolgen. Obwohl Harper eine Universität vorschwebte, unterstützte er Gates und die anderen voll in ihren Bemühungen.

## Präsident der Universität von Chicago
Inzwischen hatten die Pläne für eine neue Universität in Chicago Gestalt angenommen. Frederick T. Gates und Thomas W. Goodspeed hatten sowohl ein Grundstück als auch die von John D. Rockefeller geforderte Summe 400.000 $ durch Spenden im gesamten Mittleren Westen bis zum 1. Juni 1890 aufgebracht, so dass Rockefeller die versprochenen 600.000 $ ebenfalls bereitstellte. Der ersten Treuhänder waren sowohl Baptisten als auch Andersgläubige. Als die Charta der Universität im Mai 1890 angenommen wurde, hatte die Uni noch keinen Präsidenten.
William Rainey Harper in Yale war Rockefellers Favorit. Dort hatte man Harper gerade ein großzügiges 6-Jahres-Angebot unterbreitet, um ihn zu halten. Er selbst war in Zwiespalt, ob er seine geliebten semitischen Sprachen und den lebendigen Umgang mit den Studenten zugunsten einer Präsidentschaft in Chicago aufgeben sollte. Rockefeller wollte ein College und Harper eine Universität. Als Rockefeller dann Harpers Forderung nach einer zusätzlichen Million für den Umzug des Theologischen Seminars (BUTS) von Morgan Park auf den Campus der neuen Universität zustimmte, kapitulierte der 34-jährige Harper und nahm die Präsidentschaft im Februar 1891 an. Als Präsident erhielt er 6.000 $ und als Leiter der Abteilung Semitische Sprachen noch einmal 4.000 $ Jahresgehalt.
Im Dezember 1890 präsentierte er dem Kuratorium seine Vorstellung in fünf Abteilungen:
- Die eigentliche Universität
- Die der Universität zugeordneten Erweiterungen
- Die Presse der Universität
- Die Bücherei der Universität
- Die der Universität angegliederten Lehrgänge

Sie wurden angenommen und im Official Bulletin No. 1 veröffentlicht und schlugen wie eine Bombe bei den anderen Universitäten ein.
Der Grundgedanke oder das Leitmotiv der Universität von Chicago sollte sein: Dienstleistung. Einsatz nicht nur bei den Studenten im Klassenraum. Die Institution sollte Männern und Frauen offenstehen. Das Studienjahr wurde in vier Quartale aufgeteilt – Herbst, Winter, Frühjahr und Sommer. Das Sommersemester war eine Innovation. Es sollte sowohl den Studenten ermöglichen, ihre College-Kurse in drei Jahren zu absolvieren, als auch den Graduierten Studenten, Lehrern und Professoren Gelegenheit zu geben, Kurse für Fortgeschrittene in diesen drei Monaten zu absolvieren. Damit wurden das College-Jahr in junior und senior College unterteilt. Die Studenten konnten so ihre Ferien im Herbst, Winter oder Frühjahr nehmen und doch ihren Platz in ihren Studienfächern behalten. Das war nicht die einzige Neuerung. Auch Sport sollte einer Fakultät zugeordnet werden mit einem Cheftrainer. Anstelle der bisher vorherrschenden Methode, dass die Aufmerksamkeit des Studenten von einem halben Dutzend Fachgebiete beansprucht wurde, sollten sie sich auf drei oder sogar zwei Fächer konzentrieren. Er hatte in seinen summer schools ja selbst erlebt, welche Resultate möglich waren, wenn für drei bis sechs Wochen nur ein Thema behandelt wurde.
Dies blieb das fundamentale Gesetz der Universität, auch wenn es im Laufe der Jahre Änderungen in der Ausführung erfuhr.
In Harpers Plan sollte die Universität auch ein Undergraduate College (Studiengänge die zu einem ersten Hochschulabschluss führen) einschließen. Die Colleges sollten nach englischem Vorbild, die Universität nach deutschem (Humboldt) geführt werden. Den Professoren sollte ausreichend Zeit zugestanden werden, um die Forschung voranzutreiben. Außerdem hatte er ein Programm für die Erwachsenenbildung entwickelt als Anhang, der gleichberechtigt neben den Studienplänen (Curricula) stand. Neben den geplanten Aufbauarbeiten schwebte ihm auch eine Universitätsdruckerei als ein Schlüsselelement der Universität vor.

“I have a plan which is at the same time unique and comprehensive, which I am persuaded will revolutionize university study in this country. … It is very simple, but thoroughgoing.”

„Ich habe einen Plan, der sowohl einzigartig als auch allumfassend ist und von dem ich überzeugt bin, dass er das Universitätsstudium in diesem Land revolutionieren wird. Er ist sehr einfach, jedoch durchgreifend.“

### Die Ogden Graduate School of Science
Noch vor seinem offiziellen Amtsantritt erhielt Harper im Januar 1891 unerwartete Hilfe durch die Testamentsvollstrecker von William B. Ogden, dem einstigen Bürgermeister von Chicago. Sie beauftragten Haper, einen Vorschlag zu erstellen, wie eine Graduate School mit Schwerpunkt auf die wissenschaftliche Forschung aussehen könnte. Sie einigten sich darauf, dass eine solche Einrichtung mindestens die Fakultäten Physik, Chemie, Biologie, Geologie und Mineralogie sowie Astronomie beinhalten sollte und im Juni wurden die Papiere unterzeichnet, die Uni 600,00 $ für die „Ogden Graduate School of Science“ zusicherten. 1899 wurde Rollin D. Salisbury Dekan dieser Einrichtung, ein Amt, das er bis zu seinem Tod 1922 innehatte. Gleichzeitig strukturierte er die Abteilung Geologie und leitete diese bis 1918.

### Urlaub und Ankauf der Calvary Bücherei
Im August 1891 gönnte Harper sich Urlaub und fuhr mit seiner Familie auf der MS „Normannia“ nach Europa. Mit ihm fuhr sein ehemaliger bester Student in Yale, James H. Breasted, der auf Harpers Rat in Berlin die beste wissenschaftliche Ausbildung in Berlin erfahren sollte und für den er danach eine Professorenstelle in Ägyptologie in Chicago vorgesehen hatte. In Berlin erfuhr Haper von der zum Verkauf stehenden „Calvary Bücherei“. Der Inhaber, Heinrich Simon (1833–1892), wollte diese Sammlung eines ehemaligen Verlags aus Altersgründen verkaufen. Sie enthielt u. a. Hilfsbücher zum Studium der Philologie, jährliche Serien mit: B. G. Niebuhr, F. A. Wolf, K. O. Müller, W. von Humboldt u. v. a.; eine Reihe von Publikationen der Kgl. Akademie der Wissenschaften zu Berlin; kommentierte Ausgaben alter Klassiker: Caesar, Cicero, Horaz, Plautus, Sallust, Tacitus; H. Düntzers Fragmente der epischen Poesie der Griechen bis zu Alexander d. Gr. Im Verlag erschien seit 1874 die Bibliotheca philologica classica, umfassende Verzeichnisse aller erschienenen Bücher etc. der klass. Altertumswissenschaft. Harper sicherte sich für die Bestimmung der Anzahl und des Wertes der Bücher, Manuskripte und Pamphlete die Dienste von zwei Mitarbeitern der Königl. Preußischen Bibliothek und das Vorkaufsrecht, denn er bedurfte der Zustimmung des Kuratoriums in Chicago zum Kaufpreis von 45.000 $. Auch hatte er einige Wissenschaftler aufgesucht, so z. B. Caspar René Gregory, der später als Gastprofessor für Griechisch in Chicago war und in England an einer Kirchen-Tagung teilgenommen.
Im Oktober 1891 war er zurück in Chicago. Harper beschrieb die Bücherei dem Kuratorium und dessen Mitglieder zeichneten persönlich für den Ankaufpreis. Im Mai 1892 erhielt Harper die Nachricht, dass 242 Kisten mit 57.630 Bänden und 39.020 Dissertationen und einen Versicherungswert von 500.000 Mark Hamburg per Schiff verlassen haben. Heinrich Simon war 1892 verstorben und Harper hatte noch einigen Ärger, weil der Umfang der Lieferung nicht mit der mit ihm getroffenen Vereinbarung überein stimmte. Im Januar 1893 wurden die Bücher erst einmal in einer provisorisch errichteten Bücherei und in der Turnhalle untergebracht.

### Gebäude – Professoren – Studenten

Auf seiner Jagd nach Professoren würde Harper auch vor Präsident Roosevelt nicht Halt machen.

Harper sah, dass die finanziellen Mittel nicht ausreichten, um eine Universität nach seinen geheimen Vorstellungen, die er niemandem anvertrauen mochte, aufzubauen. Erst einmal galt es, die Kampagne für die 1 Mio. $ zu starten. Über Frederick Gates erfuhr er, dass von Rockefeller zur Zeit nichts zu holen war. Im Frühjahr 1892 kam der Durchbruch: Sidney A. Kent gab an, dass ein chemisches Labor stiften wolle und Ende Februar kam dann doch von Rockefeller eine weitere Million als Schenkung. Dieser große Beitrag bewegte Chicago und Marshall Field, der Bürgermeister, meinte, dass auch die Stadt ebenfalls 1 Mio. für Gebäude aufbringen sollte. Er selbst spendete sofort 100.000 $ unter der Bedingung, dass die Million bis zum 10. Juli 1892 erreicht werden müsse. Mr. Kent erhöhte seinen Beitrag auf 235.000 $. Martin a. Ryerson, der Präsident des Konsistorium, gab 150.000 $; Silas B. Cobb, Hamill, Byron L. Smith, Edwin G. Foreman, William T. Baker, T. J. Lefens, John J. Mitchell, A.A. Sprague, O.S.A. Sprague, A.C. Bartlett, John R. Walsh und Henry A. Rust brachten innerhalb von drei Monaten die erforderlichen Mittel für die Million auf.
Jetzt mussten die Studenten gefunden werden. Seit September 1890 waren fast 3000 Anfragen nach Studienplätzen aus ganz Amerika eingegangen. Anfangs beantwortete Harper viele selbst, jedoch im Juli 1891 hatte er Frank F. Abbott aus Yale als Prüfer an seiner Seite, der ihm die Korrespondenz abnahm. Sie hatten ihre Büros in dem Gebäude der Handelskammer.
Auch für die Positionen der Lehrer und Wissenschaftler waren um die 1000 Bewerbungen eingegangen. Obwohl nur einige davon seinen Vorstellungen entsprachen, mussten sie höflich beantwortet werden. Harper hatte hohe Ideale, wie ein Universitätsprofessor sein sollte: Er sollte zwar Lehrer, jedoch zuerst und vor allem ein Wissenschaftler sein, mit Liebe zum Lernen, mit einer Leidenschaft zur Forschung, ein Untersuchender, der gleichzeitig etwas vorweisen und seine Ergebnisse dann auch publizieren konnte. Harper erkannte intuitiv einen Wissenschaftler, eine Erkenntnis, die ihm bei seiner Suche zugutekam, ebenso wie sein Charme und ansteckender Enthusiasmus, der oftmals sogar die Zögerndsten gewann. Am 1. Juni 1892 kam Dr. Harry Pratt Judson, der einmal der 2. Präsident der Uni werden sollte, von der Universität Minnesota als Leiter der Fakultät Geschichte und Dekan für die Colleges. Er unterstützte Harper bei dessen Arbeit zur Vorbereitung der Eröffnung im Oktober.
Das Gehalt für einen Lehrstuhlinhaber war mit 6.000 $ pro Jahr festgelegt worden, jedoch musste Harper nach sechs Monaten seiner Anstrengungen vermelden, dass er keinen der Männer, die er für geeignet hielt, für dieses Jahresgehalt für Chicago gewinnen könne. Er war in Verhandlungen mit William Gardner Hale und James Laurence Laughlen von Cornell University, die dort den Abteilungen Latein bzw. Politische Wirtschaft vorstanden. Am 29. Dezember 1891 erhöhte das Konsortium das Jahresgehalt auf die damals unvorstellbare Summe von 7.000 $, so dass er die beiden nach Chicago zog, mit dem Vorteil, dass sich die beiden kannten und unterstützen würden. Beide Männer hatten sich bereits durch Publikationen einen Namen gemacht und sie warfen sich mit ganzem Herzen in ihre neue Aufgabe. Auch halfen sie dabei, andere Männer zu Kommen zu bewegen.
Im Frühjahr 1892 hörte Harper von einer Versammlung der Professoren an der Clark Universität in Worcester, Massachusetts, die mit ihrer Arbeit dort unzufrieden waren und sich anderweitig umsehen wollten. Die Versuchung war für Harper unwiderstehlich, die wissenschaftlichen Fakultäten auf einen Schlag denen der führenden Einrichtungen des Landes gleichzustellen, obwohl finanziellen Mittel für eine Erweiterung noch nicht in Sicht waren. 15 Männer wurden ernannt und damit waren die naturwissenschaftlichen und die humanistischen Fakultäten gleich stark. Unter ihnen waren Professoren, die später berühmt wurden
- Albert A. Michelson für Physik
- Charles Otis Whitman, Biologie
- John Ulric Nef für Chemie
- Jacques Loeb, Henry Herbert Donaldson und andere, die sich in der Forschung auszeichneten.

Der Präsident der University of Wisconsin, Dr. Thomas Chrowder Chamberlin, hatte genug von der Verwaltungsarbeit und wollte zurück in die Lehre. Er wurde Leiter der Geologie und einen Monat später kam auch Rollin D. Salisbury, Professor der Geologie, der dann in der gleichen Fakultät arbeitete.
Am 1. Juni 1892 verkündete der Sekretär, dass nunmehr 60 Professoren und Lehrer in allen Abteilungen ernannt worden waren und die Anzahl sich lediglich um zehn bis zwölf erhöhen würde, bis der Lehrbetrieb aufgenommen wird. Es waren jedoch noch weitere 60 Berufungen, die folgten, so dass bereits im ersten Jahr 120 Ernennungen erfolgt waren. Darunter waren neun Frauen. Alice Freeman Palmer, vormals Präsident von Wellesley, wurde Dekan für Frauen. Harper scheute sich nicht, auch die Präsidenten anderer Universitäten anzusprechen und er hatte im ersten Jahr acht davon in seinen Fakultäten.

### Die Eröffnung
Am Samstag, den 1. Oktober 1892, wurde die Universität mit 520 ausgewählten Studenten eröffnet, von denen mehr als die Hälfte zum Graduierten Studium kamen. Sie waren aus 27 Staaten und zwölf Ländern. Die Cobb Hall war das erste Gebäude, das fertig gestellt war und hatte einen großen Vorlesungssaal. Die Eröffnungszeremonie sollte so schlicht wie möglich sein. Um 8.30 h waren alle Professoren und Studenten noch in ihren Klassen.
Um 12.30 h versammelten sich die Fakultäten, das Kuratorium und die Studenten mit einigen auswärtigen Freunden zur Andacht, die Präsident Harper hielt. Dabei sagte er: "The question before us is how to become one in spirit, not necessarily in opinion." (Die Frage vor uns lautet, wie wir eins werden im Geiste, nicht unbedingt in der Meinung.)
Mit der Fertigstellung weiterer Gebäude und den Wohnräumen ("Divinity" Graduate 46, South 46, Middle 92 und Snell 60) sowie für Studentinnen (Foster 68, Beecher 42, Kelly 42) verdoppelte sich die Studentenzahl 1893. Im dritten Jahr waren es bereits 1.750 und im vierten (1895–96) über 2.000.

## Das Yerkes-Observatorium am Lake Geneva
1893 gewann Harper George Ellery Hale als Professor für Astronomie, der in seinem Elternhaus in Chicago im eigens für ihn errichteten das Kenwood Astrophysical Observatorium gearbeitet hatte. Harper und Hale gelang es, den Chicagoer Geschäftsmann Charles Tyson Yerkes zu bewegen, den Bau eines Observatoriums in Williams Bay in Wisconsin zu finanzieren, weil der Himmel über Chicago für die Beobachtung des Weltalls nicht geeignet war. Das Gelände hierfür wurde von Mr. John Jonston jr. zur Verfügung gestellt. An den Ufern des Lake Geneva gelegen, erstellte Henry Ives Cobb die Pläne nach den Vorgaben von Hale, dem das Observatorium in Potsdam als Vorlage, das er besucht hatte, diente. Den Außenbereich gestaltete John Olmsted. Auf der Weltausstellung 1893 wurde das 40-Zöller-Spiegelteloskop – damals das größte der Welt – zum ersten Mal vorgeführt und 1897 konnte das Yerkes-Observatorium in Williams Bay eröffnet werden. Hale hielt sich dort auf und ging seiner Forschung nach. Er hielt niemals eine Vorlesung in Chicago und lud nur die besten Studenten nach Williams Bay ein.

## Der Universitätsbetrieb

Die von Harper berufenen Leiter der 22 Abteilungen der Uni Chicago 1903

Die Bezeichnung „Schule“ wurde für alle Abteilungen verwandt, die zur Graduierung führen, z. B. Graduate Schools für Kunst, Literatur, Wissenschaft und Erziehung sowie den Berufsschulen (Professional Schools) für Jura, Medizin und Theologie. Die beiden Letzteren befanden sich in der Stadt: Rush Medical College und Chicago Theological Seminary und arbeiteten eng mit der Universität zusammen. Danach konnten die höheren Studien beginnen in dem sogenannten „post graduate course“. Gemäß Verfassung waren in Chicago hierzu auch graduierte Studenten anderer Universitäten zugelassen. Als angesehener Semitist und Mitglied der Kirche der Baptisten glaubte Harper, dass eine Forschungsuniversität sich auch mit dem wissenschaftlichen Studium der Religion beschäftigen müsse, um die Studenten auf Berufe als Lehrer, Priester und Wissenschaftler vorzubereiten. Diese Bindungen veranlassten ihn, das Seminar der Baptist Theological Union von Morgan Park auf den Campus zu verlegen. Damit machte er die „Divinity School“, die in der 1892 erbauten „Swift Hall“ ihr Zuhause fand, zur ersten "Professional School" der Universität. Zusammen mit den Geistes- und Sozialwissenschaften verfolgte Harper die Idee eines interdisziplinären Studiums.
Die Colleges waren unterteilt in Neulinge (freshmen) bzw. Erstsemesterstudenten (first year students), im zweiten Studienjahr sophomores, im dritten als Junioren (juniors) und im vierten als Senioren (seniors). Sie konnten Kunst, Literatur, Wissenschaft, Handel, Verwaltung und Erziehung studieren. Am Ende des zweiten Jahres vergab Universität von Chicago als einzige den akademischen Grad „Associate“. Im Geschäftsviertel gab es ein College für Lehrer, das abends und am Samstag Vorlesungen hielt. Die Akademie für Jungen von Morgan Park und die High School gehörten ebenfalls zur Uni.
Die zehn angegliederten Schulen („affiliated schools“) hatten sich freiwillig unter die beratende Funktion der Universität gestellt bezüglich Fakultäten, Curricula und Lehrmethoden. Dazu gehörten auch einige – meist kleine – Colleges, die Harper vor dem Aussterben retten wollte. Weitere Akademien und Highschools, welche die Universität durch ihre gute Arbeit in der Vorbereitung für ein College als geeignet ansah und die sich durch öffentliche Mittel finanzierten, wurden „co-operierende Schulen“ genannt. So beriet Harper 1896 die 80-jährige Philanthropin Lydia Moss Bradley beim Aufbau einer Schule in Peoria, Illinois und überzeugte sie, diese noch zu ihren Lebzeiten zu errichten. Die Einweihung erfolgte Ende 1897. Präsident war Oliver J. Bailey. William R. Harper und Albion Small von der Universität Chicago gehörten dem Board of Trustees an. Das Bradley Polytechnic Institute gehörte damit zu den „affiliates“ der Uni. Die Absolventen des zweijährigen College-Kurses waren die künftigen Studenten in Chicago.
Harper führte seine Vorstellungen konsequent weiter: Fachhochschulen in den Bereichen Jura 1904, Medizin, Erziehung wurden eingerichtet sowie Institute. Die Chicago Manual Training School (CMTS), eine berufsbildende Schule, 1883 gegründet von Henry Holmes Belfield, zog 1904 auf den Campus. Zusammen mit der South Side Academy, die 1892 gegründet und jetzt von William Bishop Owen geleitet wurde, bildeten sie die secondary school bzw. die vorbereitende Schule für (prep school). Die erste Gruppe Schüler aus Deweys Versuchsschule, die jetzt im High School Alter war, fand hier Aufnahme. Alle fanden in der „Bellfield Hall“ ein neues Zuhause. Auch die Schulen von Francis Wayland Parker und John Dewey wurden 1903 in der neu gebauten „Blaine Hall“ als „School of Education“ zusammengeführt. Sie waren experimentelle Modelle, die sogenannten „Laboratory Schools“.
Nachdem Harper fünf Jahre sein Büro in der „Cobb Hall“ hatte, bezog er mit Fertigstellung des Haskell Oriental Museums 1896 hier auch seine Büroräume. Neben einer Sekretärin hatte er einen "Assistent to the President" und 1897 wurde die Stelle eines "Secretary to the President" geschaffen.

### Harpers Probleme
Als die Universität eröffnete stand die wissenschaftliche Arbeit an erster Stelle, während der Unterricht und die Arbeit mit den Studenten des Grundstudiums als zweitrangig angesehen wurde. Im Laufe der Zeit änderte sich diese Ansicht und 1896 nannte Harper die University of Chicago eine Lehreinrichtung bemerkte, dass die jungen Professoren ihre Lehrverpflichtungen vernachlässigten. Er könne zwar verstehen, dass diese es vorziehen würden, ihre gesamte Zeit der Forschung zu widmen, jedoch könne die Universität dies nicht als Vollzeitbeschäftigung unterstützen, so dass von allen Lehrkräften auch die Lehre erwartet werden muss.
Anlässlich der 10-Jahres-Feier 15. Juni 1901 wies Harper darauf hin, dass die Arbeit einer Fakultät aus Lehre, Forschung und Verwaltung bestehe und dass alle drei Funktionen gleichbedeutend seien. Er lobte den vielseitigen Akademiker, der seine Zeit zwischen diesen drei Aktivitäten aufteile.
Die Zahlen der Einschreibungen von 1905 lassen vermuten, dass Chicago sich bisher noch nicht zu der von Harper anfangs vorgestellten wissenschaftlichen Uni entwickelt hatte. Die Uni hatte 1140 graduate students und 2307 Studenten in den verschiedenen Colleges, so dass ein Großteil der Arbeit in den Fakultäten auf die Studenten im Grundstudium entfiel.

## Die Finanzen

Aufstellung der Gebäude mit Baukosten und Geldgebern bis 1904

Die finanziellen Probleme begannen bereits 1892 als 185.000 $ im Haushalt für die Gehälter vorgesehen und 250.000 $ ausgegeben waren. Der Präsident der Stiftung, Martin Ryerson, stiftete im Februar 1893 100.000 $ unter der Bedingung, dass weitere 400.000 $ eingeworben würden, um die Ausgaben für die Organisation und notwendigen Verbesserungen sowie der Ausstattung zu sichern. Nach dem „Industrial Black Friday“ (5. Mai 1893) an der New Yorker Börse folgte im Juli 1893 der Silber-Crash und die finanzielle Panik brach aus, so dass das Ziel nicht erreicht wurde. Wieder überbrückte Mr Rockefeller die finanzielle Krise mit 150.000 $. Im Oktober 1893 stellte Rockefeller 500.000 $ bereit unter der Voraussetzung, dass die von Martin Ryerson gewünschte halbe Million bis zum 1. Juli 1894 zusammenkommt. Nach langen Bemühungen wurde die halbe Million erreicht und in Zusammenhang mit dieser Spendensammlung erhielt Harper von Mrs Caroline Haskell 100.000 $ für den Bau des Haskell Orient Museum.
Neben den von Rockefeller bis 1904 gespendeten Summen von 11 Mio. $ kamen 5 Mio. von Einwohnern aus Chicago sowie 1 Mio. von 3000 Einzelpersonen. Viele der Gelder von Rockefeller waren an die Bedingung geknüpft, dass die Universität innerhalb einer bestimmten Frist noch einmal die gleiche Summe aufbringen müsse. Hier war Harper in der Beschaffung von Geldmitteln gefragt und insbesondere die Mitglieder der Frauenclubs zeigten sich ausgesprochen großzügig.
Trotz sorgfältiger Haushaltsführung gab es ein jährliches Defizit von 150.000 bis 250.000 $. So betrugen z. B. 1901–1902 die Einnahmen durch Studiengebühren und Zimmermieten usw. 295.648,21 $ und an Zinsen 371.536,12 $ = 667.184,33 $ während die Ausgaben sich auf 994.348,26 beliefen, d. h. ein Defizit von 277.763,93 aufwiesen. Dieses Defizit – und auch das der Folgejahre – wurde ebenfalls von Mr. Rockefeller aufgefangen, so dass sich seine zusätzlichen Spenden, wenn kapitalisiert, noch einmal auf 4 bis 6 Mio. $ belaufen.

## 10-Jahres-Feier

Harper und John D. Rockefeller bei der 10-Jahres-Feier der Universität 1901

1901 plante Harper die Feier zum zehnjährigen Bestehen der Universität mit einer Woche von Konferenzen, Gottesdiensten und Ansprachen. Ein umfangreicher Bericht über die 10 Jahre vom Präsidenten und den Dekanen über jede Facette der Aktivitäten und Programme der Universität wurde erstellt sowie eine Serie von Publikationen der Fakultäten, die 26 Bände erreichten. Nachdem er das erste Mal zum fünfjährigen Bestehen der Uni nach Chicago gekommen war, erschien auch John D. Rockefeller zu dieser Feier in der Universität. Grundsteine wurde gelegt für sechs weitere Gebäude u. a. Hitchcock Hall, Mandel Hall. Auch ein Anbau zu den Wohnheimen für Mädchen wurde eingeweiht. In einer Zusammenfassung dieser ersten 10 Jahre bemerkte Harper „in der heutigen Zeit zählen zehn Jahre ebenso viel wie früher hundert Jahre“. Er freue sich über die nächsten 10 Jahre, die hoffentlich die Entwicklung der schöngeistigen Seiten des Lebens und der Gedanken bringen werden.
Von Rockefeller befragt, wie Harper sich die weitere Entwicklung der Universität vorstelle, präsentierte ihm Ende 1901 dieser 38 Positionen, die Thomas W. Goodspeed wie folgt zusammenfasste:
1. Capitalization of deficit 6.000.000 $
2. New land 2.310.000 $
3. New buildings 7.600.000 $
4. Libraries and equipment 1.275.000 $
5. Endowment(Stiftung) 7.450.000 $
6. University Press and extension 1.000.000 $
7. Pension and endowment Fund 1.000.000 $
8. insgesamt 26.635.000 $[20]

1903 kaufte Rockefeller auch das Land der gesamten Südseite und auch südlich des Midway Plaisance, für das er 3.220,775 $ zahlte und dann der Universität schenkte. Somit gehörte auch der schöne Grünstreifen zum Gelände und neues Bauland stand bereit.

## Die Trauerfeier
1904 wurde Harper am Blinddarm operiert, und als er sich nicht richtig davon erholte und über Bauchschmerzen klagte, erfolgte im Februar 1905 eine weitere Operation durch Dr. Burgess aus New York, assistiert von zwei Kollegen aus Chicago. Dabei wurde Krebs am Dickdarm festgestellt wurde, der als inoperabel angesehen wurde. Harper wusste nun, dass er bald sterben würde. Er konferierte jedoch weiter mit seinen Kollegen, gab Vorlesungen und schrieb bis ihn die Kräfte rapide verließen. Zwei Wochen vor seinem Tod bekam er Morphium, war bei klarem Verstand, doch seine Familie und Freunde wussten, dass das Ende bevorstand. Er starb am 10. Januar 1906.
Für seine Beisetzung hatte Harper klare Anweisungen in seinem Testament hinterlassen:
- der Universitätsbetrieb soll nur während der Trauerfeier unterbrochen werden
- der Leichnam bleibt bei der Familie bis zum Sonnabend und wird dann hinüber zur Haskell Assembly Hall getragen, eskortiert von Senat und Council der Universität, die auch die Sargträger stellen. Die Band der Universität begleitet den Zug.
- Der Leichnam bleibt bis Sonntagmittag aufgebahrt in Haskell Hall, bewacht durch eine Ehrengarde von Studenten der Universität
- Die Trauerfeier wird am Sonntag um 14 h in der Mandell Hall abgehalten. Dabei werden Präsident Faunce von der Brown University, Kanzler Andrews von der University of Nebraska und Dekan Judson von der Universität Chicago das Wort ergreifen.

John D. Rockefeller hatte es immer abgelehnt, dass die Universität von Chicago seinen Namen trug. 1910 machte er der Universität eine letzte Schenkung von 10 Mio. $, von denen 1,5 Mio. $ zum Bau einer Kapelle verwendet werden sollten. Diese Kapelle wurde schließlich 1914 eingeweiht und trug den Namen "Rockefeller Memorial Chapel".
In Gedenken an William Rainey Harper wurde 1912 ein prächtiges Bibliotheksgebäude erstellt, die "William Rainey Harper Memorial Library".

Architekten-Entwurf der Universität Chicago-Henry Ives Cobb 1883
Das Yerkes-Observatorium in Williams Bay, Wisc. 1887
Blick vom Riesenrad auf die Universität anlässlich der Weltausstellung von 1893
Präsident Harpers Haus am Rande des Campus 1895 bezugsfertig
Harper bei der Grundsteinlegung von Stuart Hall 1903 in Anwesenheit von Präsident Theodore Roosevelt
Die Universität von Chicago ein Jahr nach dem Tod von Präsident Harper 1907
“Harper Memorial Library” mit Midway Plaisance 1912

## Veröffentlichungen
- Bücher von und über William Rainey Harper. Internet Archive.
- The President’s Report – Administration. University of Chicago Decennial Publication, First Series, Volume I. The University of Chicago Press 1903; Textarchiv – Internet Archive.
- Report of the Educational commission of the city of Chicago. Chairman William Rainey Harper. Lakeside press, Chicago 1899; Textarchiv – Internet Archive.